# Lac d'Armaille
Le lac d'Armaille est un petit lac du département de l'Ain dans la région Auvergne-Rhône-Alpes.

## Géographie
Il est situé sur la commune de Saint-Germain-les-Paroisses, à l'altitude de 345 mètres. Les lacs à proximité sont le lac de Crotel et les lacs de Conzieu.

## Écologie
Le lac d'Armaille est une ZNIEFF de type I de 18,89 hectares. Il est situé sur le circuit du tour du Bugey.

## Alimentation
Il est alimenté par le ruisseau de Marchand qui prend sa source sur la commune voisine de Contrevoz. Ce ruisseau a deux affluents référencés
- le ruisseau Ravière sur la commune de Saint-Germain-les-Paroisses.
- le Bief de Verdiot sur la commune de Saint-Germain-les-Paroisses.

## Émissaire
A moins de 500 mètres, au sud-est, on trouve la source d'Armaille à 335 mètres soit moins de 10 mètres sous le niveau du lac. Ce dernier donne sur le ruisseau d'Armaille qui est alimenté en cas de crue du lac. Celui-ci rejoint la rivière le Furans.